# Adelina Gurrea
María Adelaida Gurrea Monasterio (nacida el 27 de septiembre de 1896 en La Carlota, Negros Occidental, Filipinas y fallecida en Madrid el 29 de abril de 1971) fue una periodista, poeta y dramaturga filipina en lengua española. Además de su lengua materna, como lo era el español entre gran número de filipinos entonces, y el inglés que fue aprendiendo en la escuela, también hablaba bisaya, o idioma samareño, que aprendió de los empleados que trabajaban en casa de sus padres.

## Biografía
Estudió como interna en el colegio religioso de Santa Escolástica de Manila y desde muy joven se interesó por la literatura.
Se trasladó a Madrid en 1921, donde continuó cooperando como corresponsal y colaboradora de varias publicaciones filipinas en lengua española, tales como La Vanguardia, El Mercantil y Excelsior.
Fue la embajadora de la literatura filipina en España, donde impulsó diversas asociaciones para su divulgación y apoyo. En 1934 fue cofundadora de la Asociación España-Filipinas y en 1950 del Círculo Hispano-Filipino. 
Fue socia del Lyceum Club Femenino. Entre sus amistades estaba la pintora y escenógrafa Victorina Durán.

## Obras
- Cuentos de Juana. Narraciones malayas de las islas Filipinas. Madrid: Prensa Española, 1943. Reeditada en el año 2009[3] y 2021;[4] ambas añaden a la publicación de 1943 un cuento adicional inédito.
- A lo largo del camino. Poesía. Madrid: Círculo Filipino, 1954. Prólogo de Federico Muelas. Viñetas y grabados de Beatriz Figueirido.
- Más senderos. Poesía. Madrid: la autora, 1967.
- En agraz. Poesía. Madrid: la autora, 1968
- Filipinas; auto histórico-satírico. Valladolid: Imprenta Agustiniana, 1954.

## Premios
- 1955. Premio Zóbel por su poemario A lo largo del camino.